# Международный аэропорт Джокьякарта
Международный аэропорт Джокьякарта (индон. Bandar Udara Internasional Yogyakarta, яв. Papan Anggêgana Internasiyonal Ngayogyakarta) (ИАТА: YIA, ИКАО: WAHI) — международный аэропорт, расположенный в округе Кулон-Прого на острове Ява, Индонезия. Он находится примерно в 45 километрах от центра города Джокьякарта. Аэропорт обслуживает особый округ Джокьякарта, а также близлежащие города Центральной Явы, такие как Пурвореджо, Кебумен, Чилакап и Магеланг. Это крупнейший из трех аэропортов в особом округе Джокьякарта, второй - аэропорт имени Адисукипто, расположенный ближе к центру города, а третий  — Аэродром Гадинг в Воносари, округ Гунунг-Кидул. Аэропорт обслуживает рейсы в и из нескольких городов Индонезии, а также в некоторые соседние страны, такие как Малайзия и Сингапур.
Аэропортом управляет компания Angkasa Pura I. Он заменил собой старый аэропорт имени Адисукипто. Аэропорт начал работу 6 мая 2019 года, когда прибыл первый рейс Citilink из международного аэропорта имени Халима Перданакусумы в Джакарте. Аэропорт начал свою полную работу 29 марта 2020 года, когда в него были перенесены регулярные рейсы из старого аэропорта.

## Инфраструктура

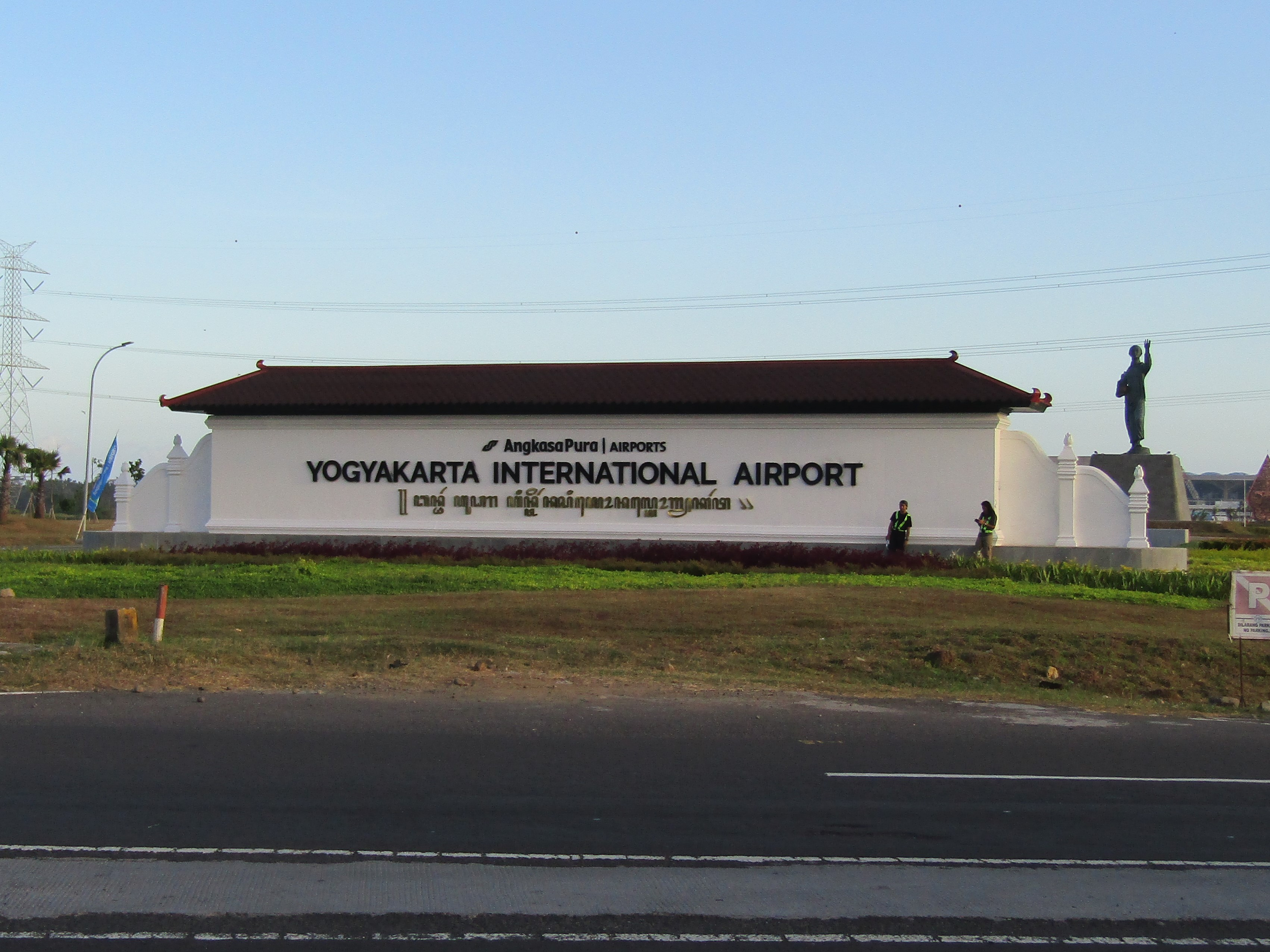
Стелла на въезде в аэропорт на английском и яванском языках.

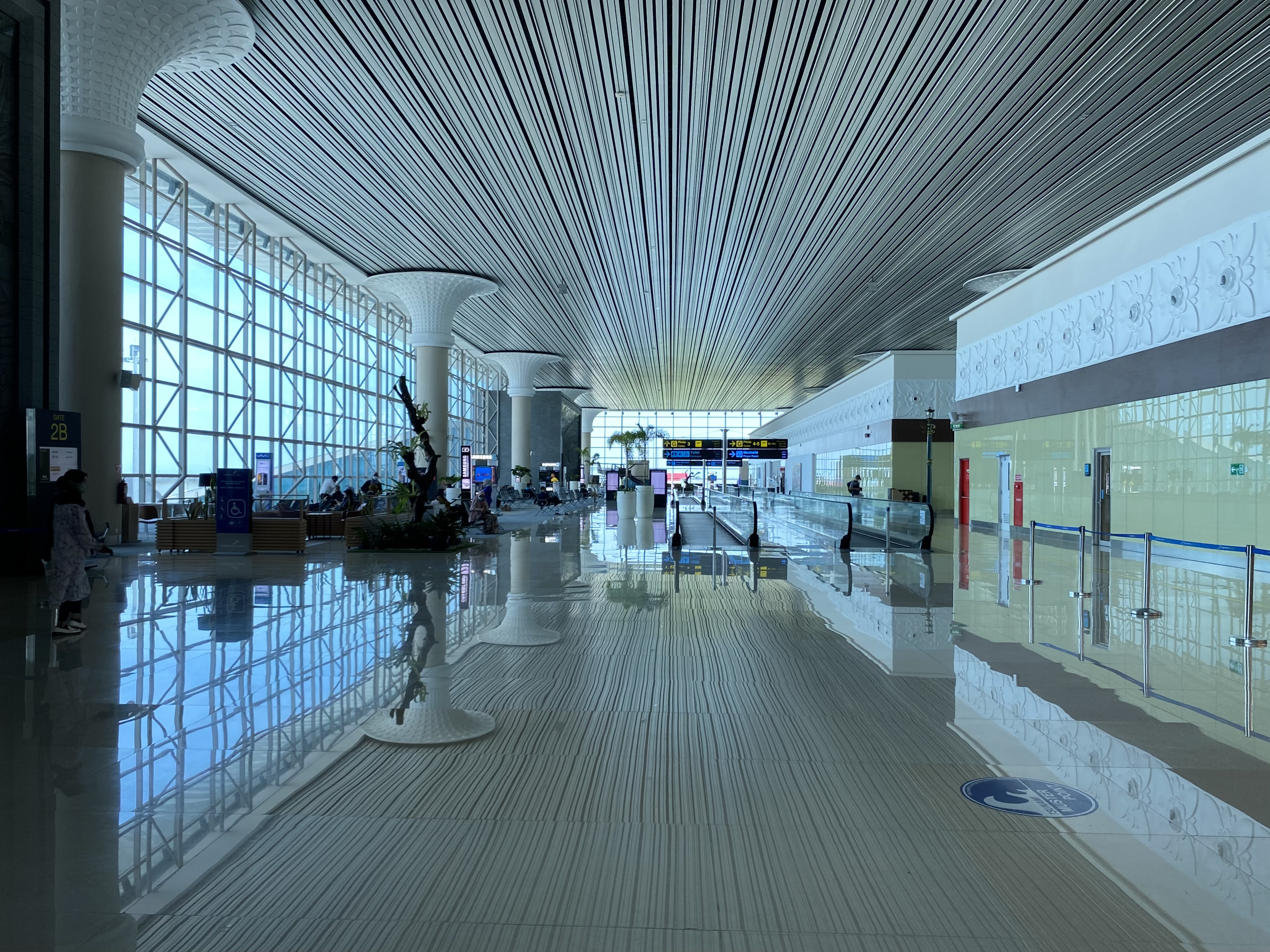
Зал ожидания аэропорта.

Ожидается, что после завершения строительства новый аэропорт сможет принимать до двадцати миллионов пассажиров ежегодно. Аэропорт оснащен системой раннего обнаружения землетрясений, цунами и экстремальных погодных явлений. Он способен выдержать землетрясение магнитудой до 8,8 по шкале Рихтера и приливную волну высотой 12 метров.
Развитие аэропорта будет проходить в два этапа. На первом этапе аэропорт будет иметь терминал площадью 130 000 квадратных метров с пропускной способностью до 15 миллионов пассажиров в год. Общая площадь аэропорта составляет около 645 га. Взлетно-посадочная полоса аэропорта имеет размеры 3250 х 45 метров и может обслуживать даже широкофюзеляжные самолеты, такие как Boeing 777 и Airbus A380. На втором этапе развития новый терминал аэропорта будет расширен до 195 000 квадратных метров и сможет принимать до 20 миллионов пассажиров в год. Длина взлетно-посадочной полосы будет увеличена на 350 метров до 3600 метров в длину, на новом перроне смогут размещаться до 45 самолетов.

### Перспективы
В планы также входит превращение территории аэропорта в транспортный хаб, интегрированный с промышленными и туристическими районами. Аэропорт спроектирован так, чтобы выдерживать землетрясения силой до 8,8 баллов по шкале Рихтера, и будет оборудован средствами защиты от цунами. В настоящее время часть терминала площадью около 129 000 квадратных метров завершена и используется. После завершения терминал будет занимать площадь более 210 000 м2. Планируется три зоны регистрации, по 32 стойки в каждой. В некоторых частях аэропорта выставлены местные традиционные произведения искусства, часто изображающие цветок жасмина и виджаякусуму (Epiphyllum oxypetalum), созданные местными художниками.
Одним из планов модернизации включает в себя строительство объектов по борьбе с цунами, поскольку аэропорт находится на побережье Индийского океана. Усилия по смягчению последствий наводнений будут включать в себя расчистку русла реки, увеличение ее пропускной способности, строительство насосных станций, отстойников и дренажных систем. Строительство объектов по ликвидации последствий наводнений планируется завершить в 2023 году.

## Статистика
С того момента, как в середине 2019 года в международном аэропорту Джокьякарты начались коммерческие рейсы, количество пассажиров в продолжает расти. В 2022 году аэропорт обслужил 2 940 798 пассажиров, из которых 2 892 252 внутренних пассажира и 48 546 международных пассажиров. Однако количество пассажиров в год по-прежнему относительно невелико по сравнению с количеством пассажиров в аэропорту имени Адисукипто, который на пике своего развития в 2018 году обслуживал 8 417 089 пассажиров. В правительстве округа Джокьякарта заявили, что пассажиропоток аэропорта низок не из-за его расположения вдали от центра города, а потому, что открытие аэропорта совпала с началом пандемией Covid-19. Ниже приведена статистика по количеству пассажиров с 2019 года:
Данные из запроса в Викиданные.
|  |

| Год    | Пассажиропоток |
| ------ | -------------- |
| 2019   | 281.782        |
| 2020   | 996.141        |
| 2021   | 1.408.304      |
| 2022   | 2.940.798      |
| 2023Q1 | 2.037.768      |

Источник: PT Angkasa Pura I.

## Споры
40% земли, которая будет использоваться под аэропорт, являются частью Герцогства Пакуаламан, а остальная часть принадлежит местным общинам. Это место находится в районе Темон между пляжами Конгот и Глага (который охватывает деревни Палихан, Синдутан, Джангкаран и Глага).
Местные жители узнали о строительстве аэропорта в 2011 году. Распространение информации о строительстве осуществлялось региональным правительством, PT Angkasa Pura I и земельным агентством округа Кулон-Прого в 2014 году. Реакция пострадавших людей активно освещалось в средствах массовой информации. Причина, по которой люди отвергли запланированный проект, заключалась в том, что строительство аэропорта уничтожило бы землю, которая является источником их средств к существованию как фермеров. Они также заявили об экологических проблемах предлагаемого объекта, а также о проблемах безопасности, поскольку этот район подвержен высокому риску цунами и других стихийных бедствий. Кроме того, рядом с зоной застройки аэропорта есть несколько исторических и культовых мест для местного населения. Отказ от разработки начался с момента создания Wahana Tri Tunggal (WTT). Позже некоторые из ее членов сформировали Общественную ассоциацию отказа от выселения из Кулонпрого. Первоначально позиция безоговорочного отказа стала принципом ВТТ в отношении строительства аэропорта, пока, наконец, они не согласились на строительство при условии проведения переоценки стоимости земли, зданий, заводов и других объектов. Между тем, с момента создания ПРПП-КП до сих пор сохраняется позиция безоговорочного отказа. По состоянию на июль 2018 года 86 семей по-прежнему отказывались продавать свою землю для строительства аэропорта.
28 ноября 2017 г. председатель омбудсмена Республики Индонезия потребовал отложить освобождение земель жителей, поскольку они проводят расследование на предмет возможности плохого управления в этом процессе. Национальная комиссия по правам человека заявила, что обращение с гражданами в зоне конфликта относительно хорошее по сравнению с аналогичными конфликтами в других районах. В то же время комиссия считает, что нарушения прав человека имели место и их можно было избежать при освобождении земель, занятых жителями.

## Наземный транспорт

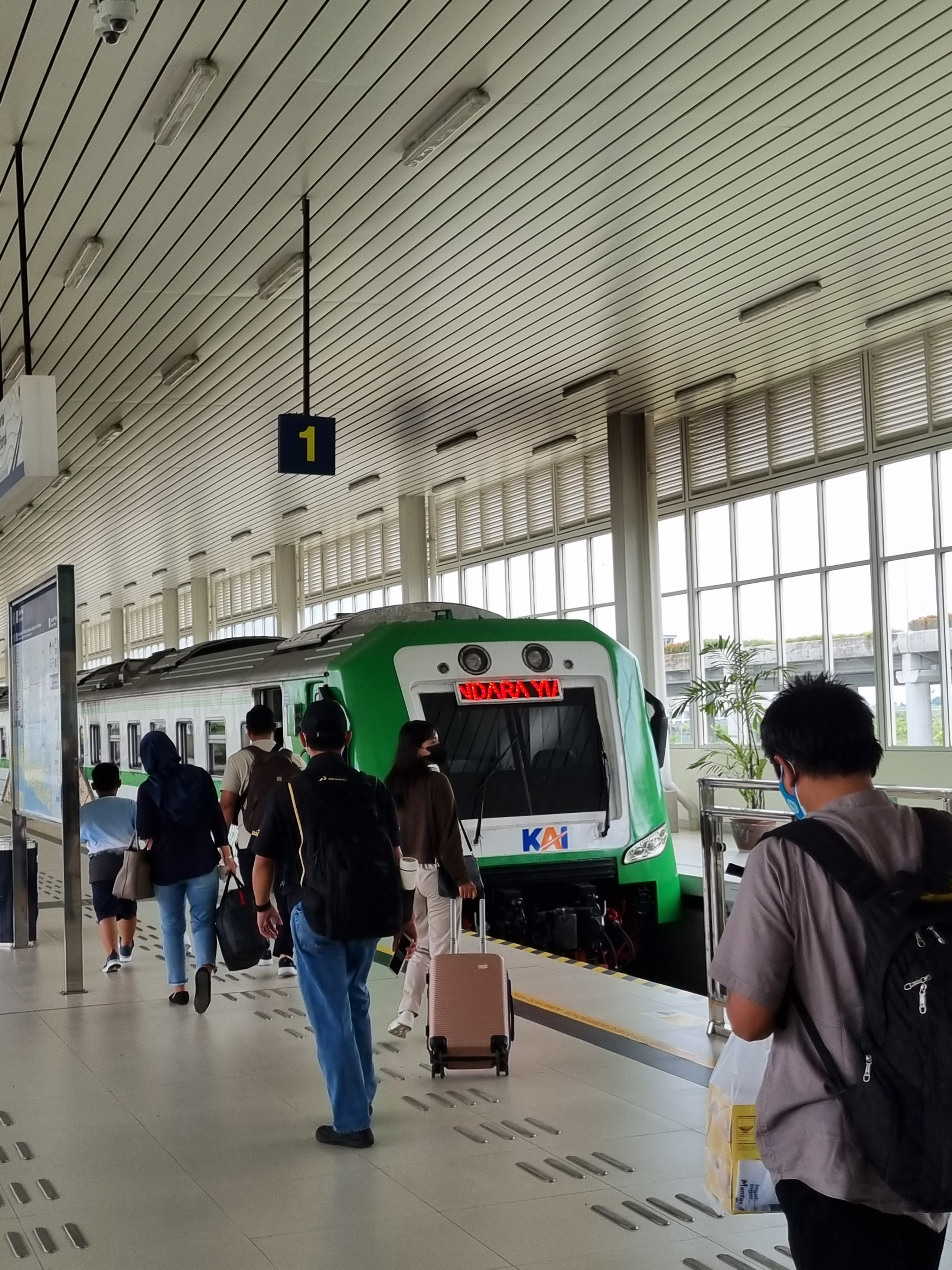
Поезд на железнодорожной станции в аэропорту.

В настоящее время автобусы компании DAMRI выполняют рейсы в аэропорт имени Адисукипто, а также городки Войо, Пурвореджо, Кебумен и Магеланг. Другая фирма Satelqu обслуживает маршруты из аэропорта в аэропорт имени Адисукипто, Чилакап и Пурвокерто.
Планируется, что аэропорт будет связан с центром Джокьякарты платной дорогой. Он также должна связать аэропорт с другими запланированными платными дорогами, платной дорогой Джокьякарта-Соло и платной дорогой Джокьякарта-Бавен, в качестве дополнительных частей существующей платной дороги Семаранг-Соло сети платных дорог Транс-Ява.
Также аэропорт имеетимеет связь с городом через железнодорожную ветку. С 17 сентября 2021 года новый железнодорожный вокзал внутри аэропорта открыт для регулярного обслуживания, что позволяет осуществлять прямое сообщение между центром Джокьякарты и аэропортом на поезде.
Предусмотрены условия для работы маршрутных автобусов Дамри, SatelQu, такси в аэропорту, онлайн-такси и поездов через станцию Войо, соединяющих аэропорт с Боробудуром.